# Пра дел Лац (Тренто)
Пра дел Лац је насеље у Италији у округу Тренто, региону Трентино-Јужни Тирол.
Према процени из 2011. у насељу је живело 10 становника. Насеље се налази на надморској висини од 1083 м.